# Pensionat

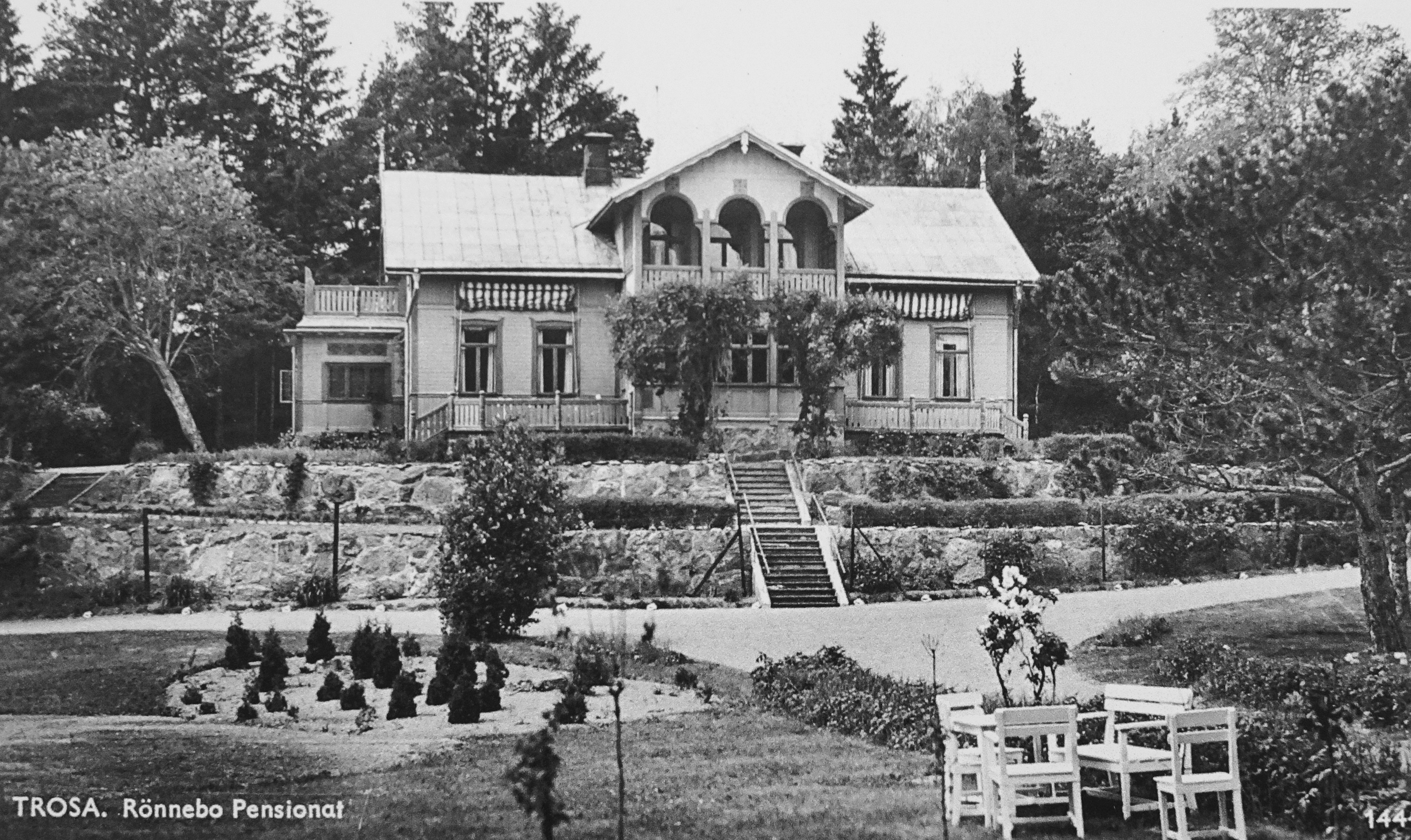
Rönnebo pensionat i Trosa på ett äldre vykort.

Pensionat (franska pensionnat "internatskola", "helpension") betecknar ett hotell av enklare slag. De återfinns ofta i turistområden, där de erbjuder kost och logi, så kallad helpension, ofta för längre perioder. 

## Allmänt

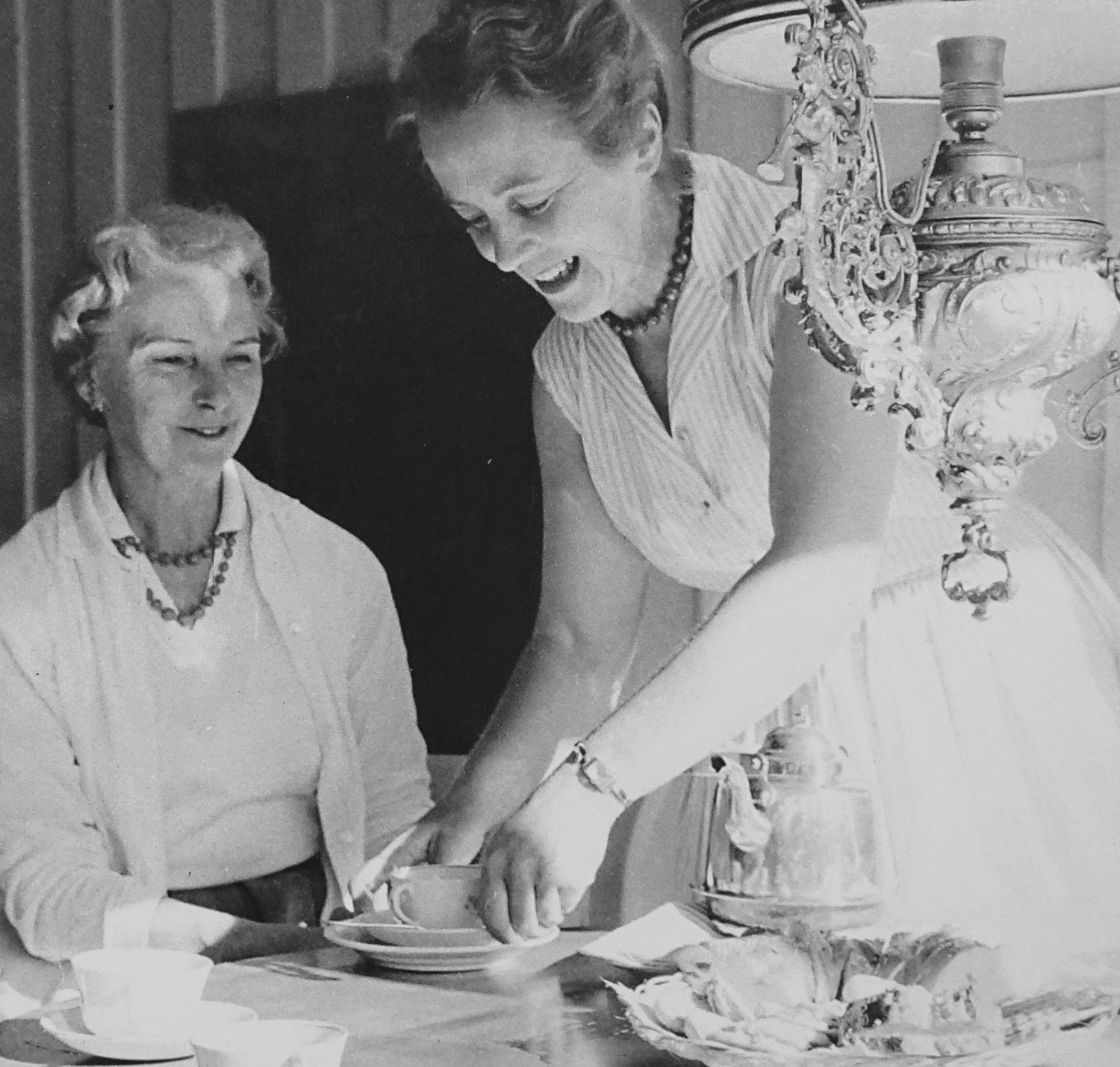
Kaffe serveras på Ågårdens pensionat i Trosa, 1959.

Skillnaden mellan ett pensionat och ett hotell är främst serviceutbudet. Man har ofta helpension vilket omfattar hela utbudet från logi, städning, mat och aktiviteter. Närheten till vackra omgivningar eller sevärdheter är också en del av pensionatets utbud. 
På ett pensionat kan man vara en del som i en stor familj. Man har gemensamma måltider och samlas i sällskapsrum för att diskutera och umgås. Man förväntades stanna minst en vecka och ofta kom de klassiska pensionatsgästerna igen från år till år. Pensionatslivet var till en början inrutad och stamgästerna bestämde vem som skulle sitta var vid måltiderna. Maten serverades som "gående bord" (dagens buffé). Matsalen var bara tillgänglig för husets gäster.
Pensionaten hade sin blomstringstid från slutet av 1800-talet till mitten av 1900-talet. De uppkom under en tid då ångbåtar och järnvägar transporterade allt fler resenärer och tidiga turister. Pensionat blev mycket populära för personer som ville lämna vardagen för ett boende på landet eller för lugna stunder och avkoppling i pensionatets park. Ett pensionat som väl passar in i den beskrivning var Rönnebo pensionat i Trosa som existerade mellan 1935 och 1980. Idag används gärna begreppet "gästhem" istället för pensionat.

## Pensionatsöarna
En särskild form av pensionat fanns på de så kallade pensionatsöarna i Stockholms skärgård såsom Arholma, Blidö, Ljusterö, Möja och Väddö. Det var boendeformer med blygsam standard för medelklassen, inte alls jämförbara med de luxuösa oscarianska societetshusen på orter som Furusund, Dalarö och Utö.

## Pensionat i kulturen
En satirisk skildring av det klassiska pensionatslivet i början av nittonhundratalet finns i romanen Kvartetten som sprängdes av Birger Sjöberg. Ett skärgårdspensionat på Ingmarsö skildras av Ivar Lo-Johansson i novellen En prima ballerina. Pensionat Paradiset är en långfilm från 1937 som skildrar livet på ett pensionat på ett humoristiskt sätt. Huvudrollen spelades av Thor Modéen.